# John Mary Lynch

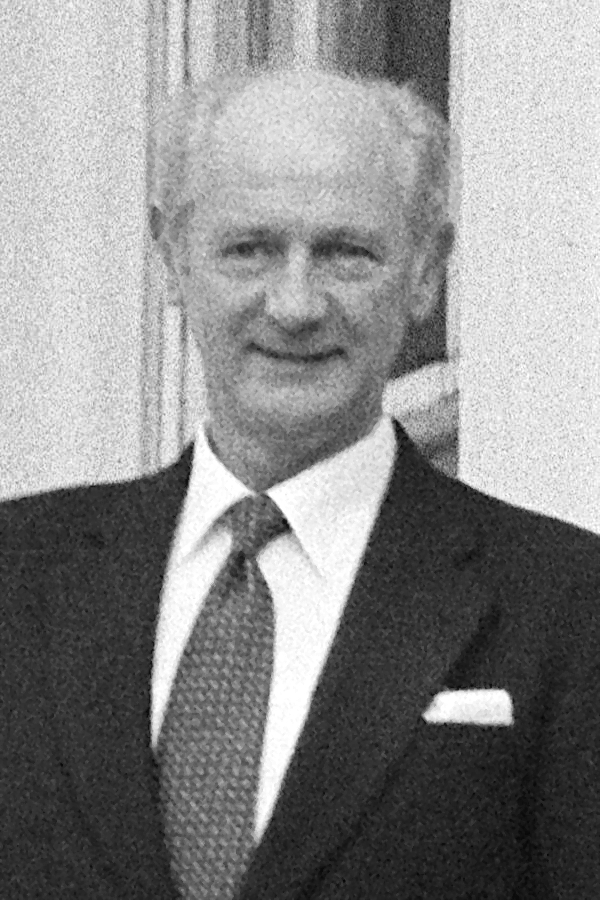
Imagem do Político Irlandês John Mary Lynch.

John Mary Lynch (Cork, 15 de Agosto de 1917 - Dublin, 20 de Outubro de 1999) foi um político irlandês. Filiado no Fianna Fail e membro do Parlamento (1948-1951), ocupou os Ministérios da Educação (1957-1959)), da Indústria e Comércio (1959-1965) e das Finanças (1965-1966). Foi primeiro-ministro em 1966-1973 e 1977-1979.